# Mushanana

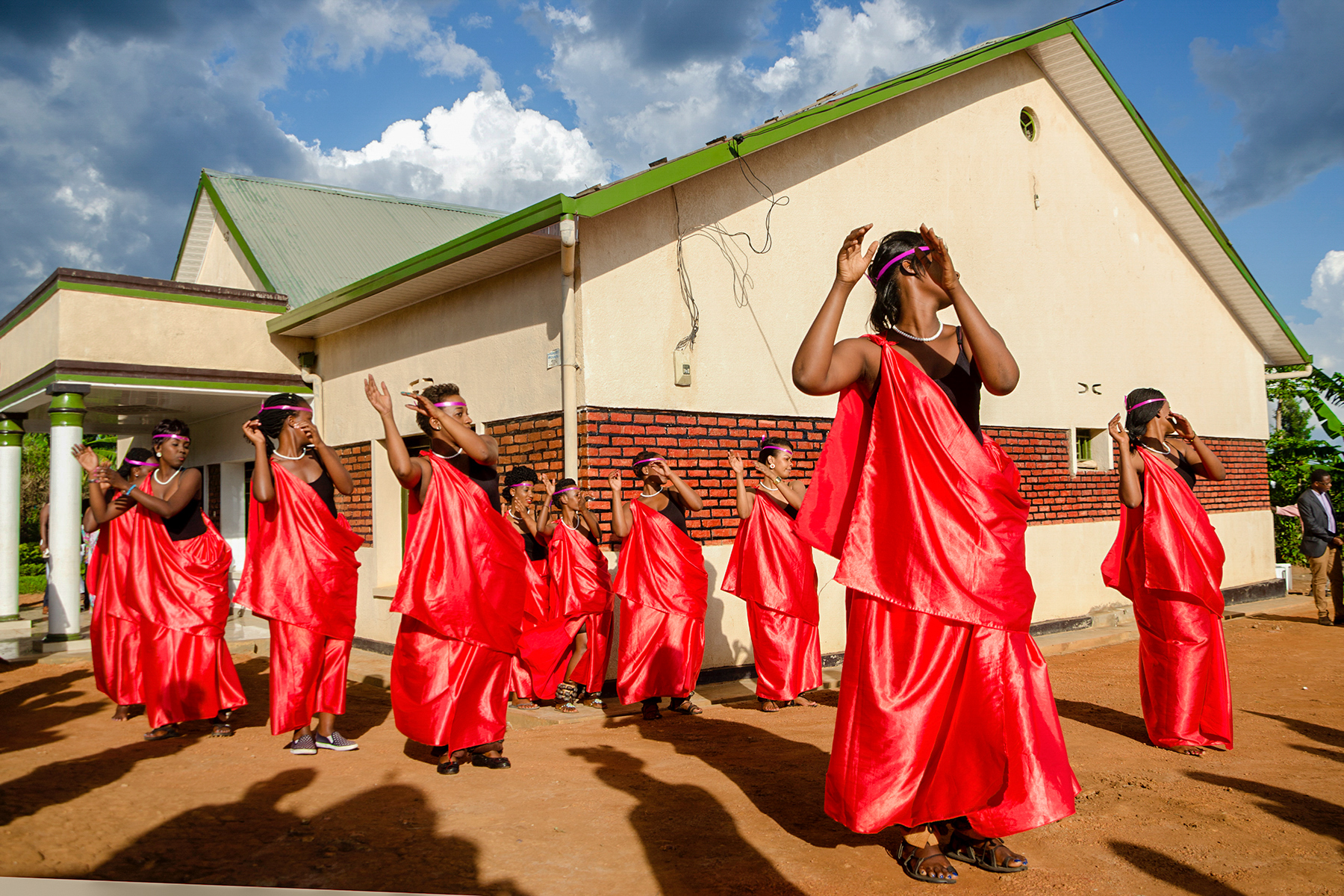
Équipe de danseurs traditionnels accueillant la mariée lors d'un mariage d'introduction au Rwanda

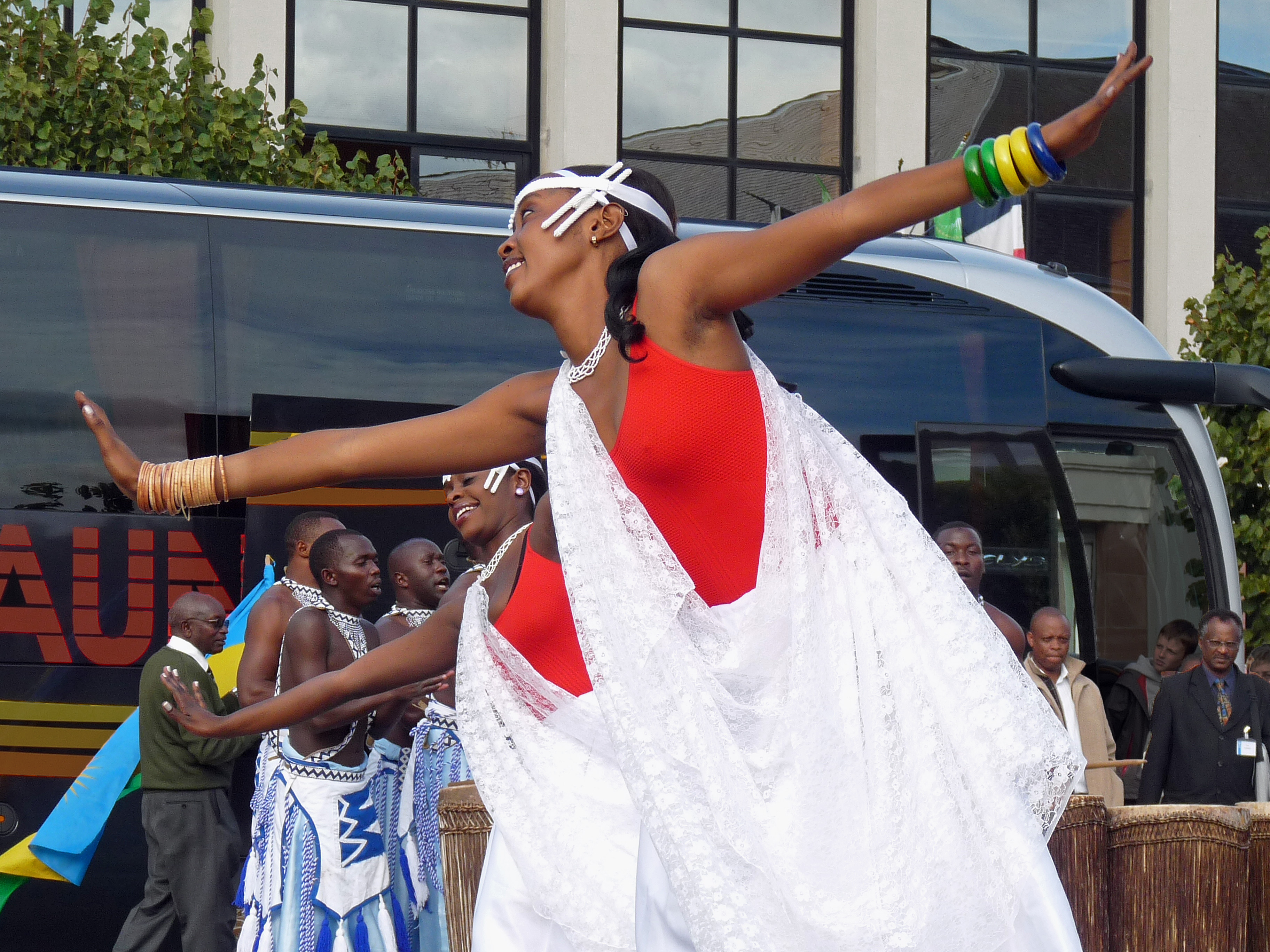
Danseur du Ballet national du Rwanda (Urukerereza)

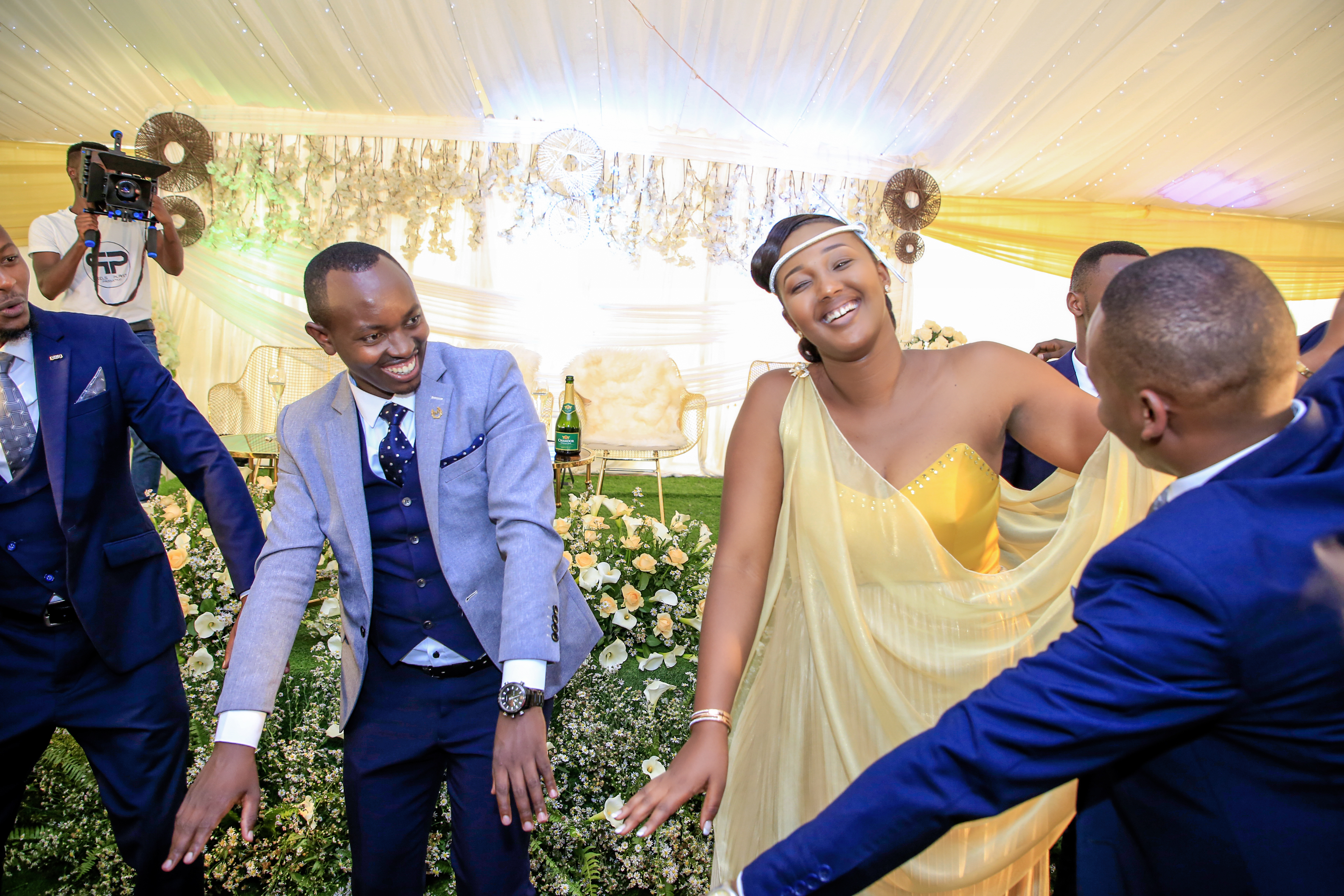
Dance tradition lors d'un mariage

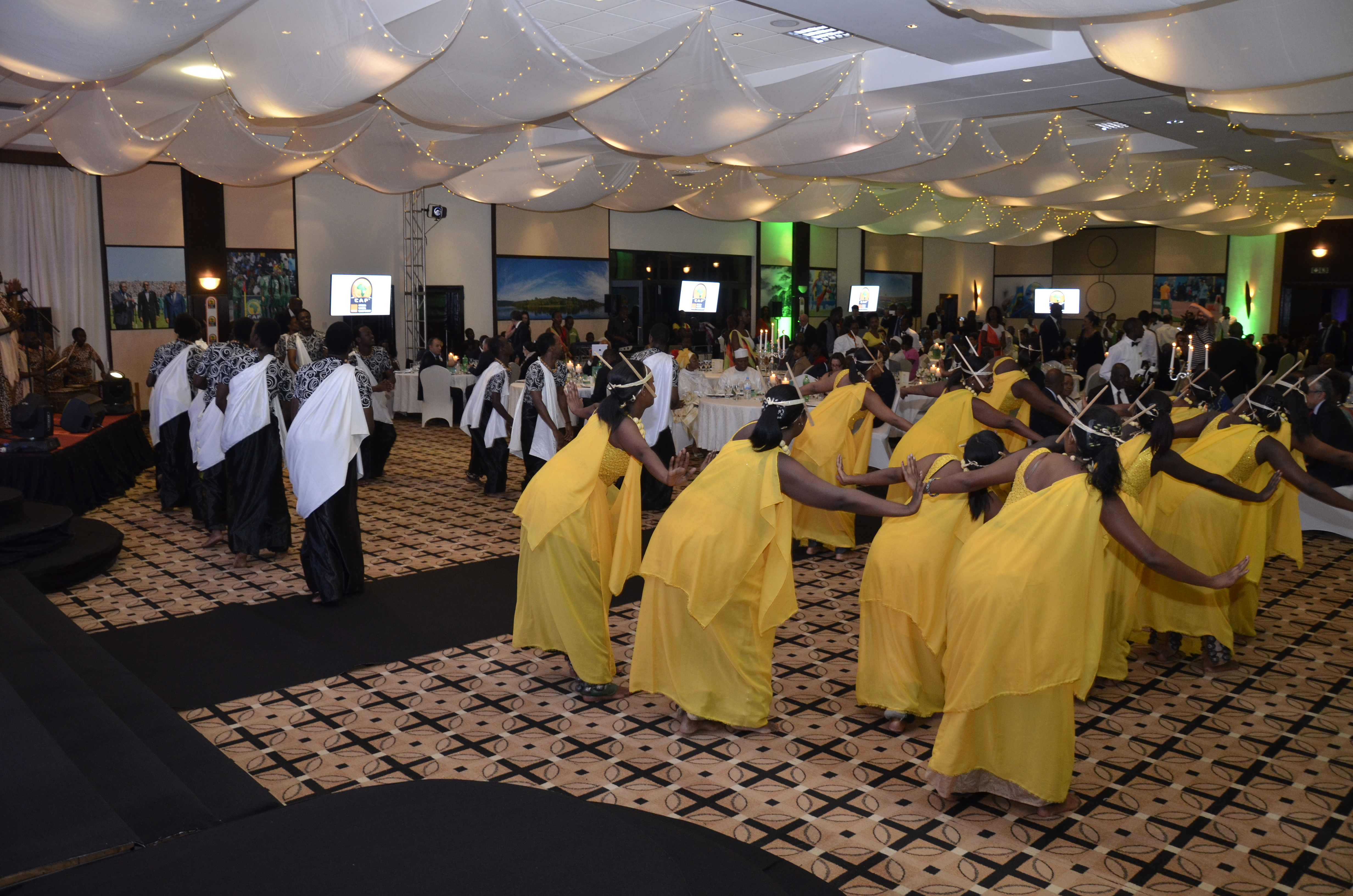
Danseuses rwandais

Le mushanana est le vêtement traditionnel féminin au Rwanda et au Burundi on l’appelle le Imvutano.
Il consiste en une longue jupe froncée aux hanches, d’un bustier et d’une étole drapée par-dessus une épaule. Le tissu, qui peut être de n’importe quelle couleur, est généralement léger pour accentuer l’effet de drapé.
Le mushanana n’est plus porté que pour les occasions formelles et par les danseuses traditionnelles.

## Dans la culture populaire
Le mushanana est le costumes standard pour les danseuses des troupes de danse umushagiriro.
Mushanana est également porté par les femmes Bafumbira du district de Kisoro dans la sous-région de Kigezi (en)à l'ouest de l'Ouganda.
Elle est portée par des musiciens rwandais comme Ben Kayiranga, Teta Diana.

## Galeries

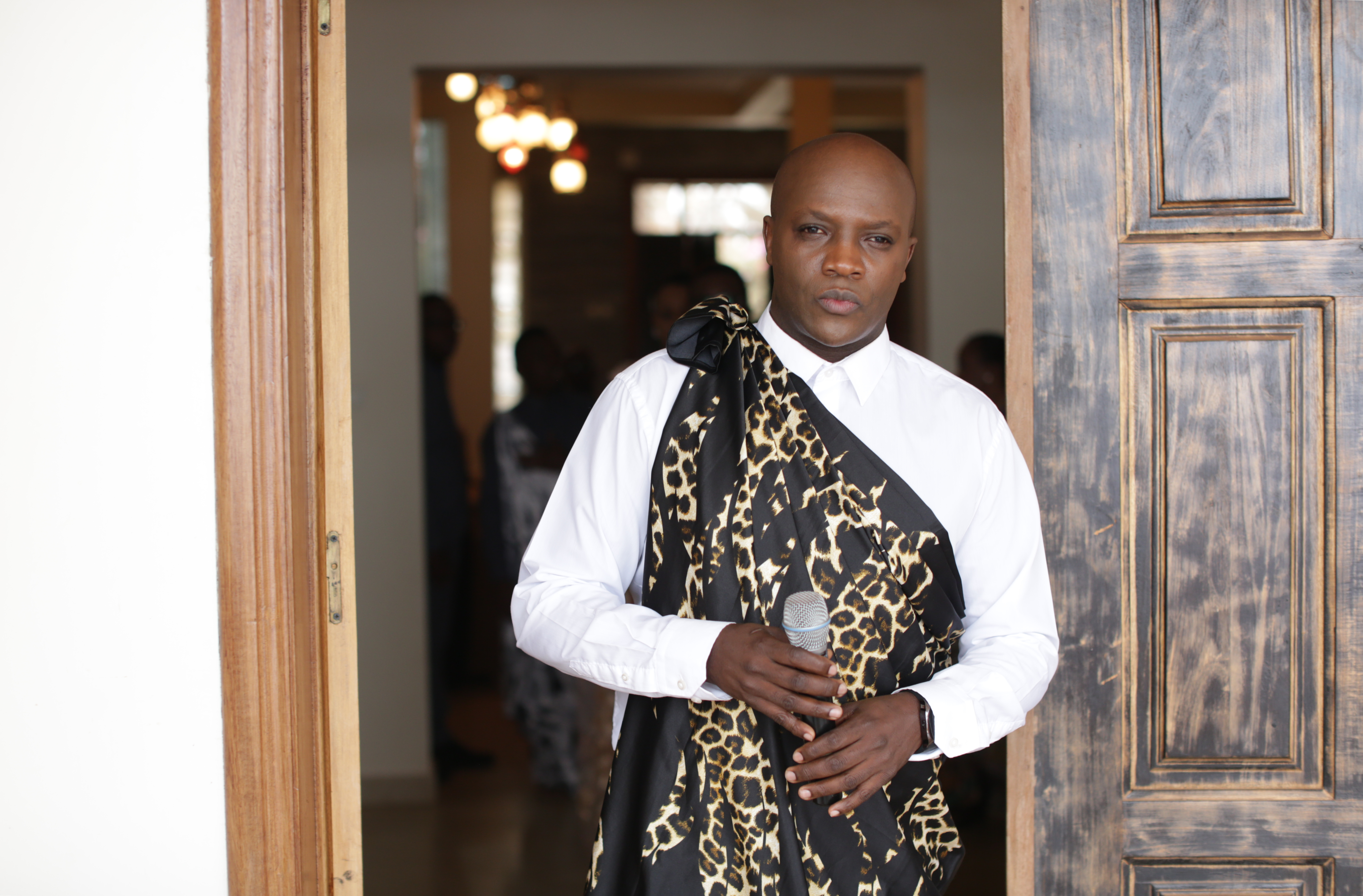
Ben Kayiranga (chanteur rwandais)
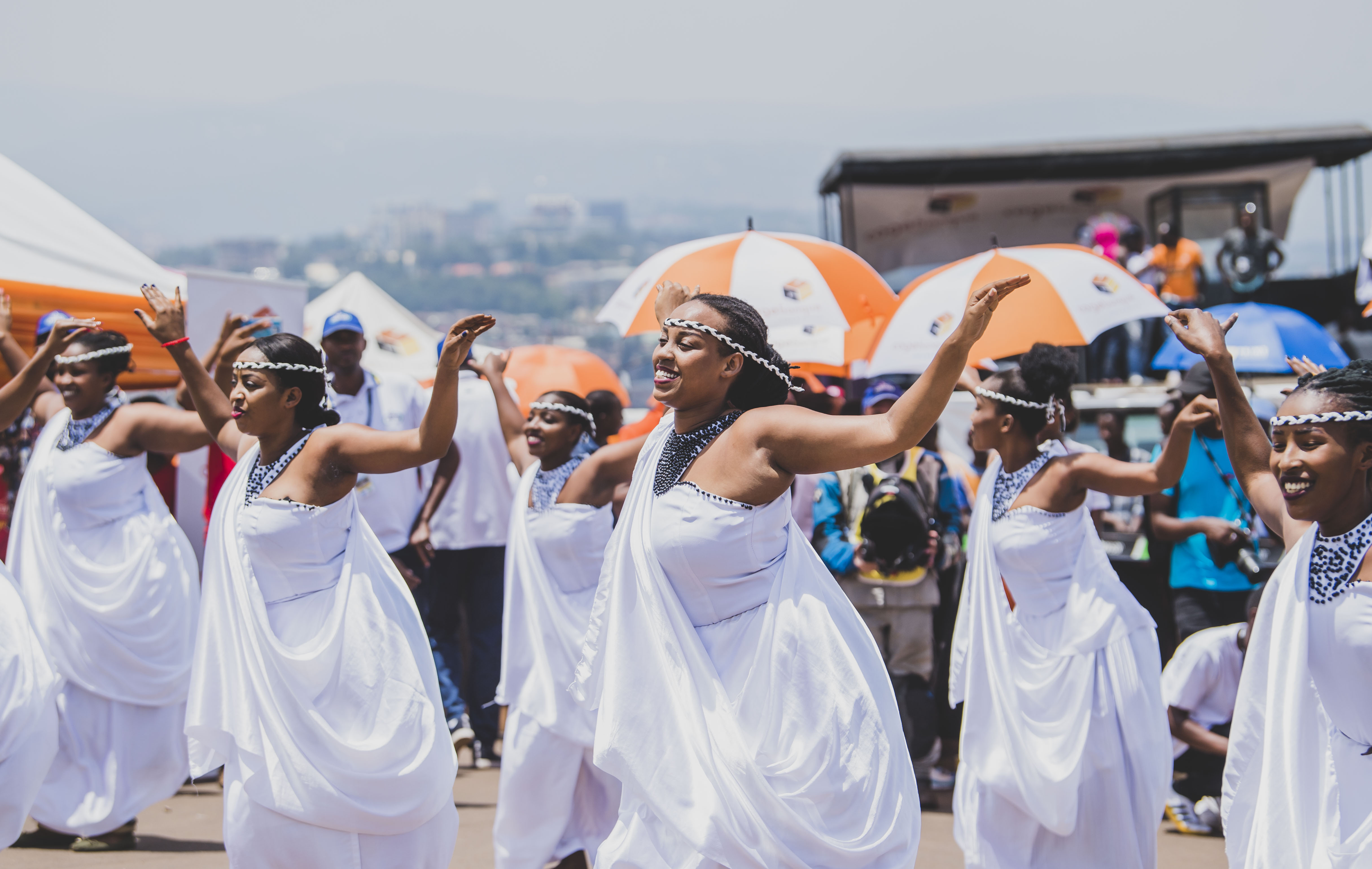
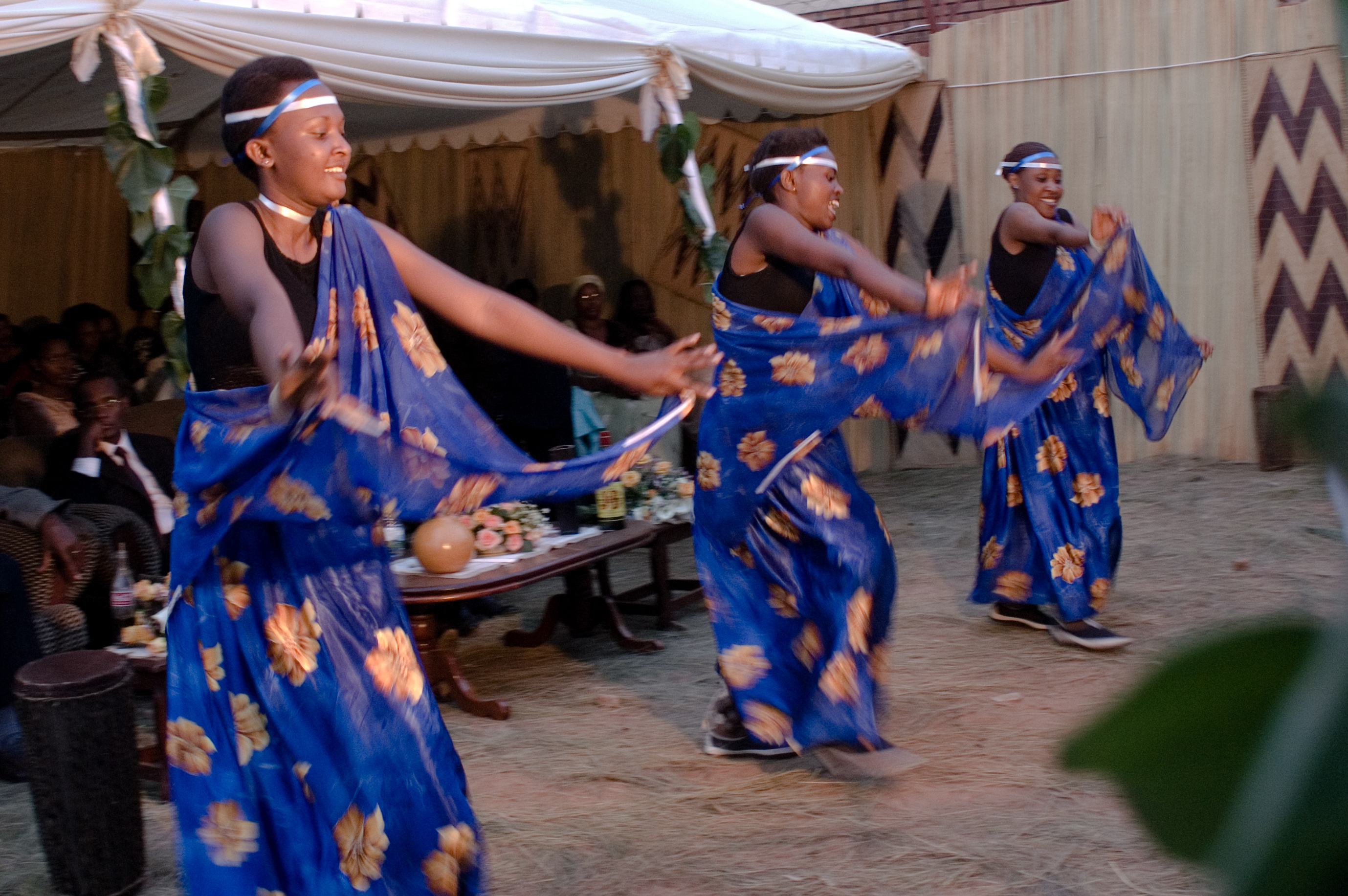
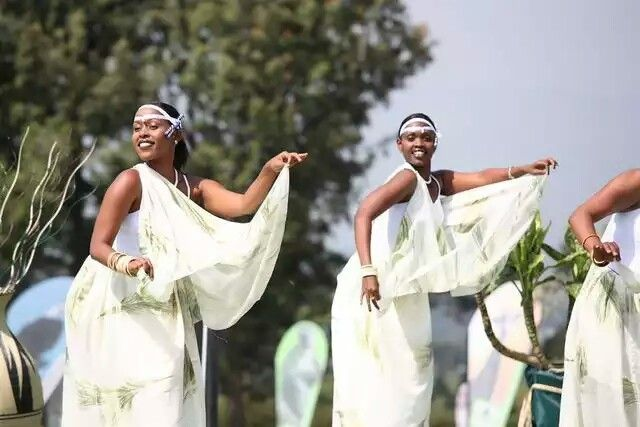
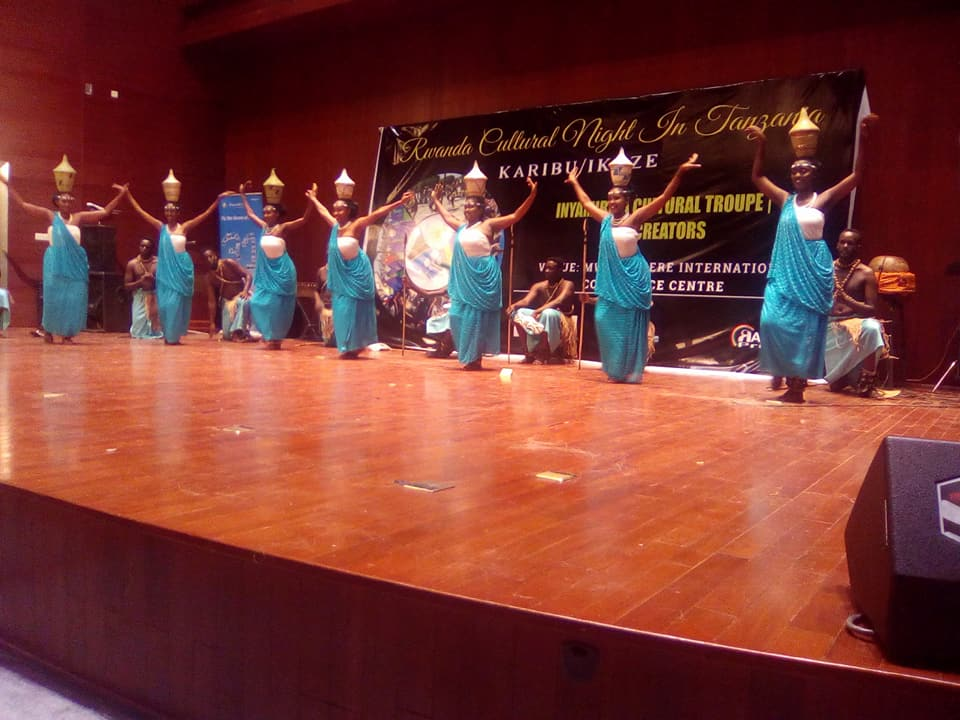
Rwanda Tanzania Cultural
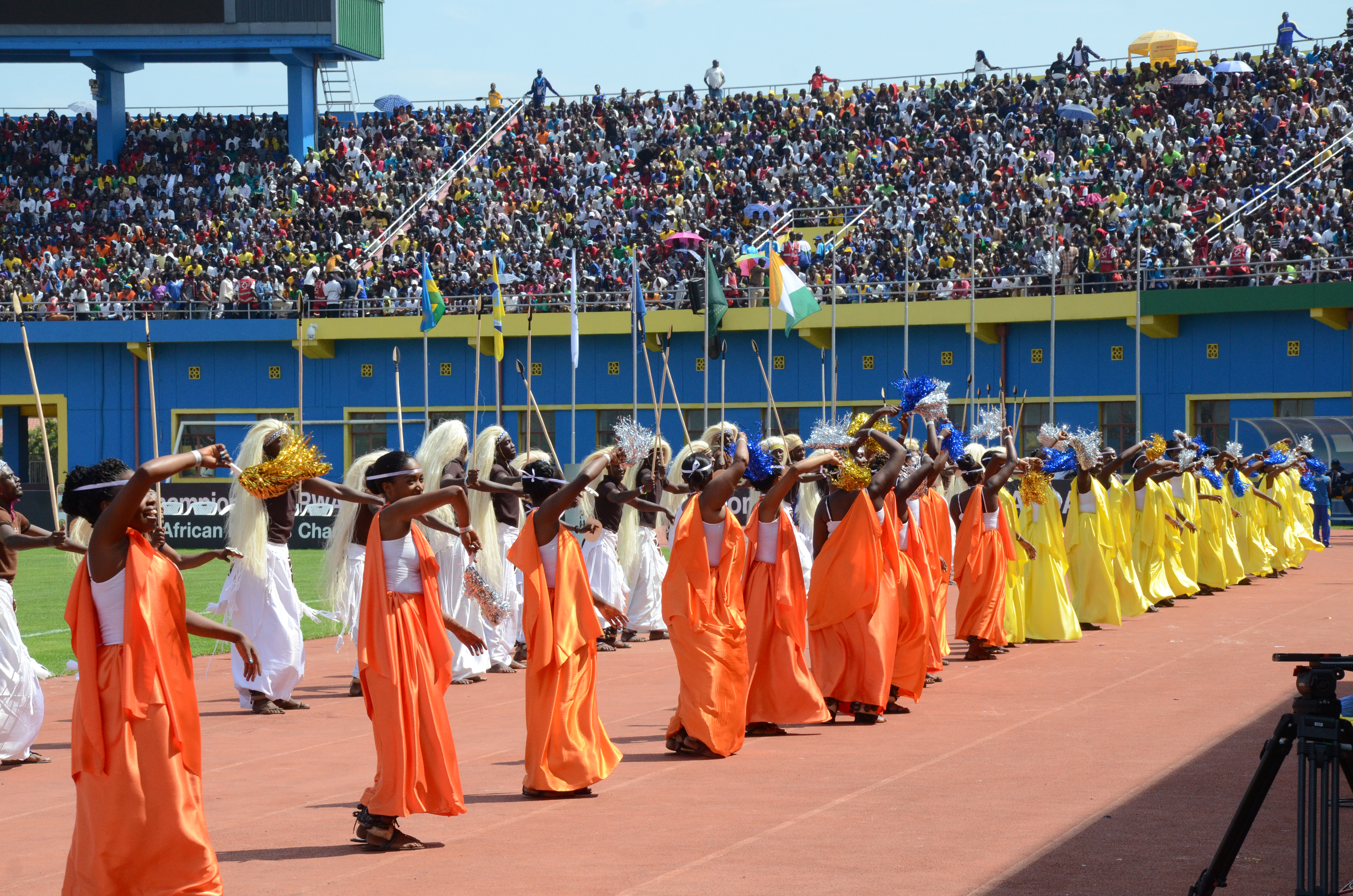
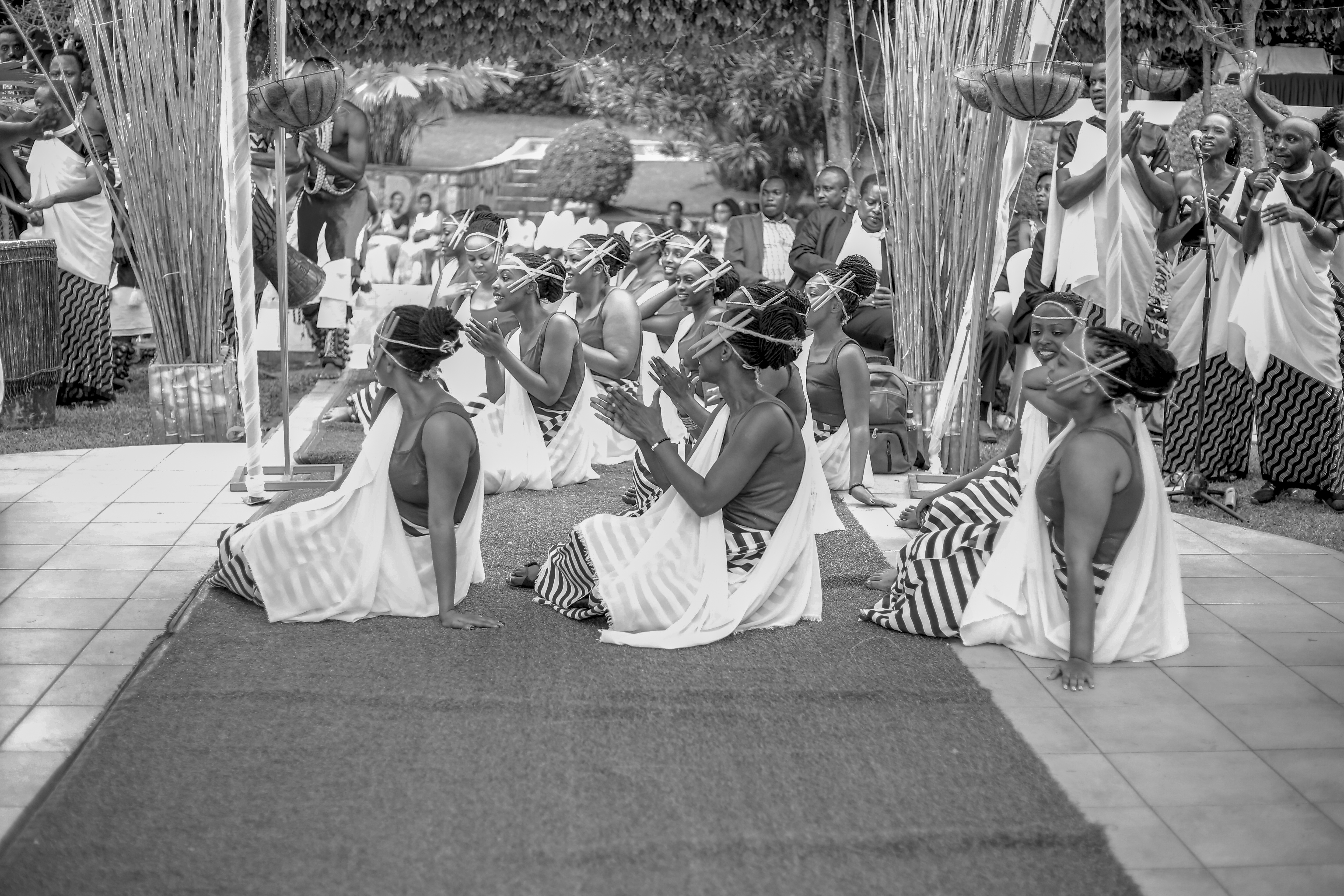